# Algemene Bank Nederland

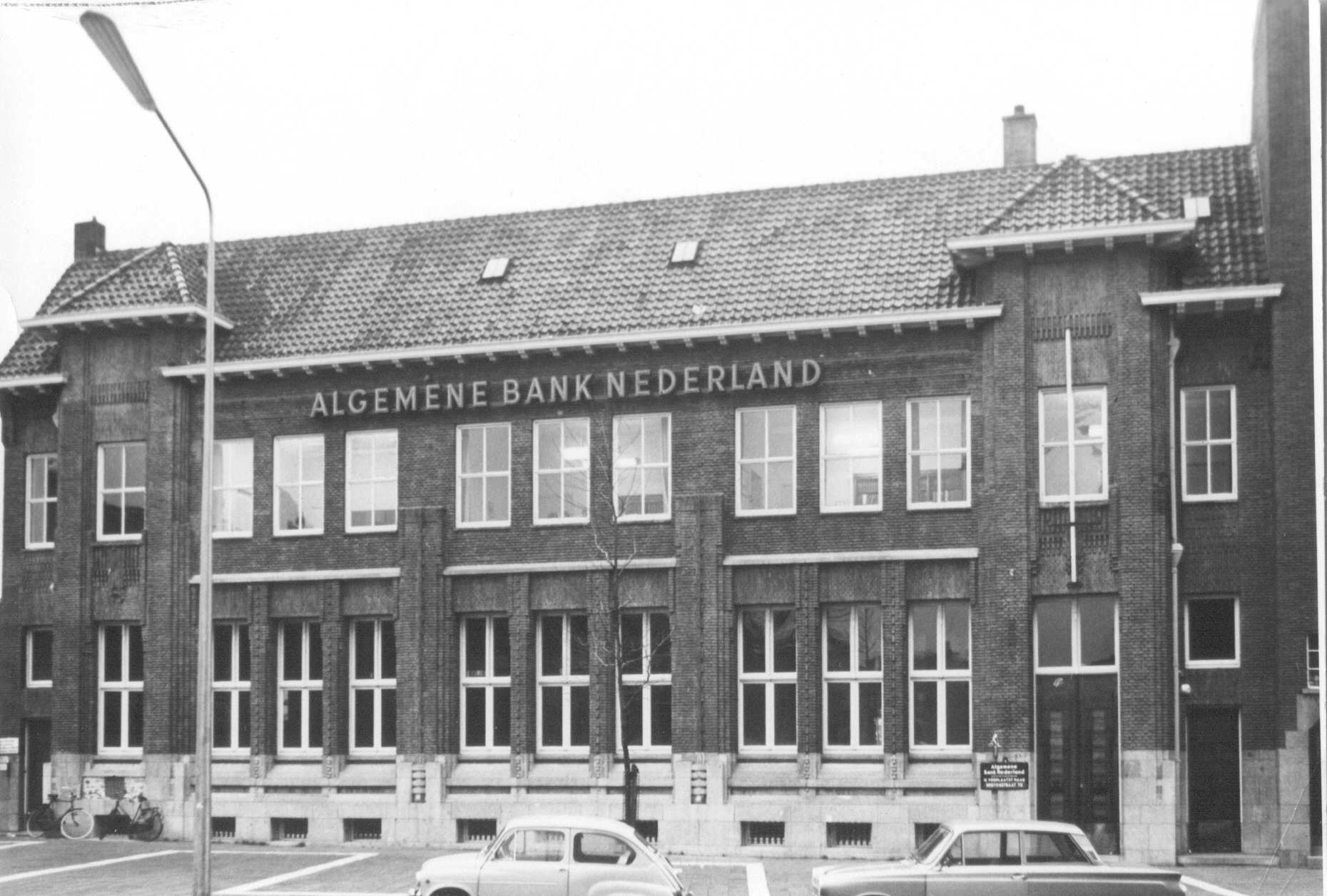
Gebäude der Algemene Bank Nederland in Nijmegen im Jahr 1966

Die Algemene Bank Nederland (ABN; deutsch Allgemeine Bank Niederlande) war eine niederländische Bank von 1964 bis 1991. Sie entstand im Oktober 1964 aus der Fusion der Niederländischen Handelsgesellschaft und der Twentsche Bank. Im Dezember 1967 wurde dann die Hollandsche Bank-Unie (HBU) und deren starkes Südamerika-Geschäft übernommen. In den späten 1970er Jahren wurde der LaSalle National Bank (LNB) übernommen, die 1979 die sechstgrößte Bank Chicagos war und 700 Mitarbeiter beschäftigte. Anfang der 1980er Jahre war ABN die größte Bank der Niederlande.
1991 fusionierte sie zusammen mit der AMRO Bank (Amsterdamsche Rotterdamsche Bank) zur weltweit agierenden ABN AMRO.
Durch die Niederländischen Handelsgesellschaft konnten die ABN und später die ABN AMRO auf geschichtliche und internationale Wurzeln bis ins Jahr 1824 zurückblicken.
Seit dem 1. April 2010 gehört die Hollandsche Bank Unie (HBU) zur Deutschen Bank. Unmittelbar darauf erfolgte die Umfirmierung in „Deutsche Bank Nederland N.V“.